# Kabalapur (Bharmyanatti), Belgaum
Kabalapur (Bharmyanatti) là một làng thuộc tehsil Belgaum, huyện Belgaum, bang Karnataka, Ấn Độ.